# Gonolobus setosus
Gonolobus setosus är en oleanderväxtart som beskrevs av George Bentham. Gonolobus setosus ingår i släktet Gonolobus och familjen oleanderväxter. Inga underarter finns listade i Catalogue of Life.